# 蒙自水芹
蒙自水芹（学名：Oenanthe rivularis）是伞形科水芹属的植物。其种加词“rivularis”意为“溪边的”。分布于中国大陆的贵州、云南等地，生长于海拔1,100米至2,000米的地区，多生在沼地路旁潮湿地或山谷斜坡疏林下，目前尚未由人工引种栽培。
现接受名为线叶水芹（Oenanthe linearis Wall., 1830）。